# Lucy Carpenter
Lucy Jane Carpenter é uma química britânica. É professora de físico-química da Universidade de Iorque.

## Educação
Carpenter estudou química na Universidade de Bristol, com um PhD em química atmosférica em 1996 na Universidade de East Anglia, orientada por Stuart Penkett.

## Prêmios e honrarias
Carpenter recebeu o Prêmio Philip Leverhulme de Ciências da Terra, do Oceano e Atmosféricas, e o Prêmio Rosalind Franklin de 2015.
Foi eleita membro da Royal Society em 2019.